# Butler Bulldogs (basquetebol masculino)
Butler Bulldogs é um time de basquetebol universitário profissional da NCAA.
Nunca ganhou um campeonato da NCAA, mas ficou com 2 vices nos dois últimos anos, para Duke e UConn.
Atualmente é sediado em Indianápolis, Indiana